# قايدو شميت
قايدو شميت (بالألمانية: Guido Schmidt )‏ (و. 1901 – 1957 م) هو سياسي، ودبلوماسي من الإمبراطورية النمساوية المجرية، والنمسا، توفي في فيينا، عن عمر يناهز 56 عاماً.

## مناصب
تولى منصب وزير خارجية النمسا ‏ (12 فبراير 1938–11 مارس 1938).

## التعليم
تعلم في جامعة فيينا.

## روابط خارجية
- قايدو شميت على موقع مونزينجر (الألمانية)